# 대한민국 민법 제995조
대한민국 민법 제995조는 승계와 권리의무의 승계에 대한 민법 친족법 조문이었다. 호주제가 폐지됨에 따라 같이 삭제되었다.

## 조문
제995조 (승계와 권리의무의 승계) 호주승계인은 승계가 개시된 때로부터 호주의 권리의무를 승계한다. 그러나 전호주의 일신에 전속한 것은 그러하지 아니하다.

## 같이 보기
- 호주제